# 常熟区
常熟区，上海市已撤销的市辖区之一，位于今上海市区西南部徐汇区境内。
民国34年（1945年），以东起陕西南路、日晖路(今瑞金南路)，南沿黄浦江、龙华港，西至兴国路、宛平路、谨记路(今宛平南路)，北抵长乐路、华山路的区域设置常熟区。以境内常熟路得名，面积约8.66平方公里。1956年撤销，全境并入徐汇区。